# Menedékvétel (buddhizmus)
Menedékvételnek nevezik a buddhizmusban, amikor elkötelezi valaki magát az ún. három drágaság ösvényének (a "három menedék"). Ez történhet formálisan a világi emberek számára és szerzetesi formában.
A három drágaság általános jelentése:　
- a Buddha
- a dharma – a tanítás
- a Szangha – a közösség (szerzetesek (bhikkhu and bhikkhuni) és korábban megvilágosodott személyek.[1]

A három drágaságban való menedékvétel az összes buddhista iskolára jellemző.

## Hit (szaddha)
A hitet (szaddha/szraddha) a Buddha egyik fontos tanítási elemének tekintik mind a hínajána és a mahájána hagyományokban. A szanszkrit szraddha szó fordítása "hit", azonban az eredeti szó bizalomra, kitartásra, folytonos és alázatos erőkifejtésre is utal. A nyugati hit fogalom jelentésével ellentétben, a szraddha az összegyűjtött tapasztalatokból és okfejtésből fakad.
A Buddha párbeszédeit tartalmazó Kalama szútrában a Buddha kifejezetten az ellen szól, hogy bárki gondolkodás nélkül kövesse és higgyen a hatalomnak vagy a hagyományoknak. Főleg a Buddha kortárs vallási irányzataira vonatkozott ez, de érvényes minden korra ugyanúgy.  A hit a buddhizmusban a három drágaság tiszteletét jelenti.

## Gyakorlatok
Buddham szaranam gaccshámi. A Buddhához folyamodom oltalomért.

Dhammam szaranam gaccshámi. A Dharmához folyamodom oltalomért.

Sangham szaranam gaccshámi. A Szanghához folyamodom oltalomért.

## Fogadalmak
Aki menedéket vesz a három drágaságban fogadalmat is tehet egyben (panycsa síla). A világi emberek az öt fogadalom közül legalább egyet választanak, de az egyes hagyományok eltérnek abban, hogy hány fogadalmat kell tenni. Az öt fogadalom nem parancsolat, hanem saját magunknak tett ígéret.
1. megígérem, hogy tartózkodok az öléstől
2. megígérem, hogy tartózkodok a lopástól
3. megígérem, hogy tartózkodok a helytelen szexuális viselkedéstől
4. megígérem, hogy tartózkodok a valótlan állításától
5. megígérem, hogy tartózkodok a bódító italok fogyasztásától

Aki még tökéletesebb akar lenni, további fogadalmakat is tehet: ételt csak megfelelő időben fogyaszt, nem táncol és nem énekel szemérmetlen énekeket, nem visel ékszereket és nem fogad el pénzt, nem ül magas és kényelmes székeken, nem alszik nagy és kényelmes ágyakban. A szerzetesek számára a helytelen szexuális viselkedés teljes cölibátusi fogadalommá bővül.

## Szintjei
A 11. századi Atísa, valamint az őt követő Congkapa elmondásaiból kiderül, a menedékvételnek különböző szintjei léteznek a gyakorló látókörének megfelelően:
- világi látókör – jelen élet javítása a cél (nem buddhista, mivel a "megfelelő menedékvétel érdekében legalább a jövő életeinkkel kapcsolatban motiváltnak kell lennünk"[5]).
- kezdeti látókör – üdvös újjászületés érdekében, valamint elkerülni az alsóbb birodalmakban való újjászületéseket (állatként, éhes szellemként vagy pokollakóként).
- haladó látókör – a megvilágosodás és a nirvána céljából.
- nagy látókör – a megvilágosodás céljából valamint később buddhaként az összes érző lény érdekében.
- legnagyobb látókör – jelen életben elérni a buddha szintet (tantrikus technikák használatával).

## Külső hivatkozások
- A Buddhist View on Refuge (angolul)
- Refuge Vows (magyarázószöveggel) (angolul)
- Online menedékvétel és fogadalmak Archiválva 2010. szeptember 25-i dátummal a Wayback Machine-ben (angolul)
- Vadzsrajána menedékvétel és ima audio (angolul)
- A háromrétű menedék (tiszarana) (angolul)
- Öt fogadalom (pañca-sila) (angolul)
- Abhiszanda szútra Archiválva 2006. február 16-i dátummal a Wayback Machine-ben (Anguttara Nikaya) (angolul)
- Szaranagamana Archiválva 2006. február 6-i dátummal a Wayback Machine-ben (Khuddakapatha) (angolul)
- Menedékvétel – Három thangka (angolul)
- Sangharakshita, Going for Refuge. Windhorse Publications. (1997)
- Menedékvételi ceremónia
- Ven Geshe Kelsang Gyatso, Joyful Path of Good Fortune – The complete Buddhist Path to Enlightenment, pp. 189–226, Tharpa Publications, England (1990).